# محمد الفاضل كريم
محمد الفاضل كريّم هو وزير تكنولوجيات الاتصال والتحول الرقمي التونسي، من مواليد 1967، عيّن في منصب وزير في حكومة إلياس الفخفاخ في فيفري 2020.

## السيرة الذاتية
متخرج من المدرسة المتعددة التكنولوجية بفرنسا والمدرسة العليا للاتصالات بباريس بدأ حياته المهنية في فرنسا مع Capgemini ثم مجمع Vivendi ، حيث اشتغل لـ SFR ثم اتصالات المغرب.
سنة 2006 ، انضم إلى إنوي حيث شغل منصب المدير التنفيذي المسؤول عن الشبكة ونظم المعلومات. سنة 2010 ، عاد إلى تونس وأصبح نائب المدير العام المسؤول عن الشؤون التجارية والمالية لشركة Tunisie Telecom. شغل منصب مدير عام Monoprix من 2016 ، ثم تم تعيينه الرئيس المدير العام لشركة Tunisie Télécom في 2017.
في 27 فبراير 2020 ، تم تعيينه وزيرا لتكنولوجيات الاتصال والتحول الرقمي في حكومة الياس الفخفاخ.